# Ocimum campechianum
Ocimum campechianum Mill. ou Ocimum micranthum Willd. é uma erva aromática conhecida popularmente no nordeste brasileiro como manjericão-grande, alfavaca-do-campo ou alfavaca-de-galinha. Distribui-se pelas Américas (sul da Flórida,Bahamas, do México ao Peru, Chile, Brasil) e oeste da Índia.
É uma importante fonte de óleos essenciais - presentes nas folhas, inflorescências e sementes da planta adulta - cujas propriedades medicinais, aromáticas e condimentares são reconhecidas e empregadas na medicina tradicional e na culinária.
Esses óleos essenciais têm ação farmacológica de caráter antifúngico e antibacteriano.
Na medicina popular, é bastante utilizada como analgésico, antipirético, diurético, estimulante e antigripal. A infusão das partes aéreas da planta é administrada por via oral ou usada em cataplasmas. Tem também ação anti-inflamatória, antitumoral e antimicrobiana, inibindo tumores como o carcinoma de Ehrlich.